# Dronero
Dronero (en français, Dronier) est une commune de la province de Coni dans le Piémont en Italie

## Géographie
Dronero  se trouve au bord de la rivière Maira.

## Histoire
Au XVIIe siècle, un miracle eucharistique se serait produit dans la commune et aurait stoppé un incendie.
La commune a fait partie de l'arrondissement de Coni durant l'Empire napoléonien.

## Administration
| Période                                  | Période  | Identité          | Étiquette    | Qualité |
| ---------------------------------------- | -------- | ----------------- | ------------ | ------- |
| 2009                                     | En cours | Livio Acchiardi   | Lista civica |         |
| 2004                                     | 2009     | Giovanni Biglione | Lista civica |         |
| Les données manquantes sont à compléter. |          |                   |              |         |

### Hameaux
Les hameaux de Dronero sont : Tetti, Monastero, Pratavecchia, Ricogno, Ponte Bedale

### Communes limitrophes
Busca, Caraglio, Cartignano, Castelmagno, Montemale di Cuneo, Monterosso Grana, Pradleves, Roccabruna, San Damiano Macra, Villar San Costanzo